# Szentes Lázár
Szentes Lázár (Bonyhád, 1955. december 12. –) magyar labdarúgó, csatár, edző. Bukovinai székelyek leszármazottja.

## Pályafutása

### Klubcsapatban
1976-ban mutatkozott be az első osztályban Zalaegerszegen. Itt öt idényt játszott. Klubváltása Győrbe jól sikerült: kétszer nyertek bajnokságot és a válogatottba is bekerült. A nyolcvanas évek végén Portugáliában idegenlégióskodott és ott fejezte be aktív sportpályafutását.

### Válogatott
A magyar válogatottban 6 alkalommal szerepelt és 3 gólt szerzett. Az 1982-es spanyolországi világbajnokságon szereplő csapat tagja. A Salvador elleni tíz gól egyikének szerzője.

### Edzőként
1990-ben Győrben a labdarúgó-szakosztályt vezeti, majd 1992-ben vezető edző is. Ezután évekig osztrák és magyar alsóbb osztályú csapatoknál dolgozik. Első komoly NB1-es csapata a Debrecen. 2002 és 2004 között mind a kétszer bronzérmes lesz a cívis város csapata. Az általa épített csapat lesz ezután egymás után háromszor magyar bajnok. 2008-tól az Újpest FC vezetőedzője. A 2009–2010-es szezonban a 15., kieső helyen végzett a Nyíregyházával.
2012 áprilisában Benczés Miklós utódja lett a diósgyőri kispadon, amíg nem találnak megfelelő külföldi szakembert. 2017 szeptemberében a másodosztályú ETO FC Győr vezetőedzője lett.

### Szakmai igazgatóként
2010 őszén Diósgyőrbe szerződött, ahol a DVTK szakmai igazgatója lett. 2015 júniusában a Gyirmót FC szakmai igazgatójának nevezték ki. Innen júliusban közös megegyezéssel távozott és az ál-Ittihád pályaedzője lett Bölöni László hívására. 2017 augusztusában bontott szerződést a szaúdi csapattal, ahol a klub utánpótlás képzését is irányította. 2019 decemberétől a Várda Labdarúgó Akadémia szakmai igazgatója lett.

## Sikerei, díjai

### Játékosként
- Magyar bajnok: 1981–82, 1982–83

### Edzőként
- Magyar bajnokság 3. helyezés: 2002–03, 2003–04

## Statisztika

### Mérkőzései a válogatottban
| Magyarország | Magyarország      | Magyarország                            | Magyarország  | Magyarország | Magyarország | Magyarország  | Magyarország | Magyarország |
| #            | Dátum             | Helyszín                                | Hazai         | Eredmény     | Vendég       | Kiírás        | Gólok        | Esemény      |
| ------------ | ----------------- | --------------------------------------- | ------------- | ------------ | ------------ | ------------- | ------------ | ------------ |
| 1.           | 1982. április 18. | Budapest, Népstadion                    | Magyarország  | 1 – 2        | Peru         | barátságos    | 1            | 1'           |
| 2.           | 1982. június 15.  | Elche, Nueva Estadio (ESP)              | Magyarország  | 10 – 1       | Salvador     | vb-csoportkör | 1            | 69' 71'      |
| 3.           | 1982. június 18.  | Alicante, Estadio José Rico Pérez (ESP) | Argentína     | 4 – 1        | Magyarország | vb-csoportkör | -            | 62'          |
| 4.           | 1982. október 6.  | Párizs, Parc des Princes                | Franciaország | 1 – 0        | Magyarország | barátságos    | -            | 68'          |
| 5.           | 1983. április 17. | Budapest, Népstadion                    | Magyarország  | 6 – 2        | Luxemburg    | Eb-selejtező  | 1            | 26' 61'      |
| 6.           | 1983. június 1.   | Koppenhága, Idraets Park                | Dánia         | 3 – 1        | Magyarország | Eb-selejtező  | -            | 66'          |
|              | Összesen          |                                         |               | 6            | mérkőzés     |               | 3            | gól          |